# Reinhard von Hanau-Lichtenberg

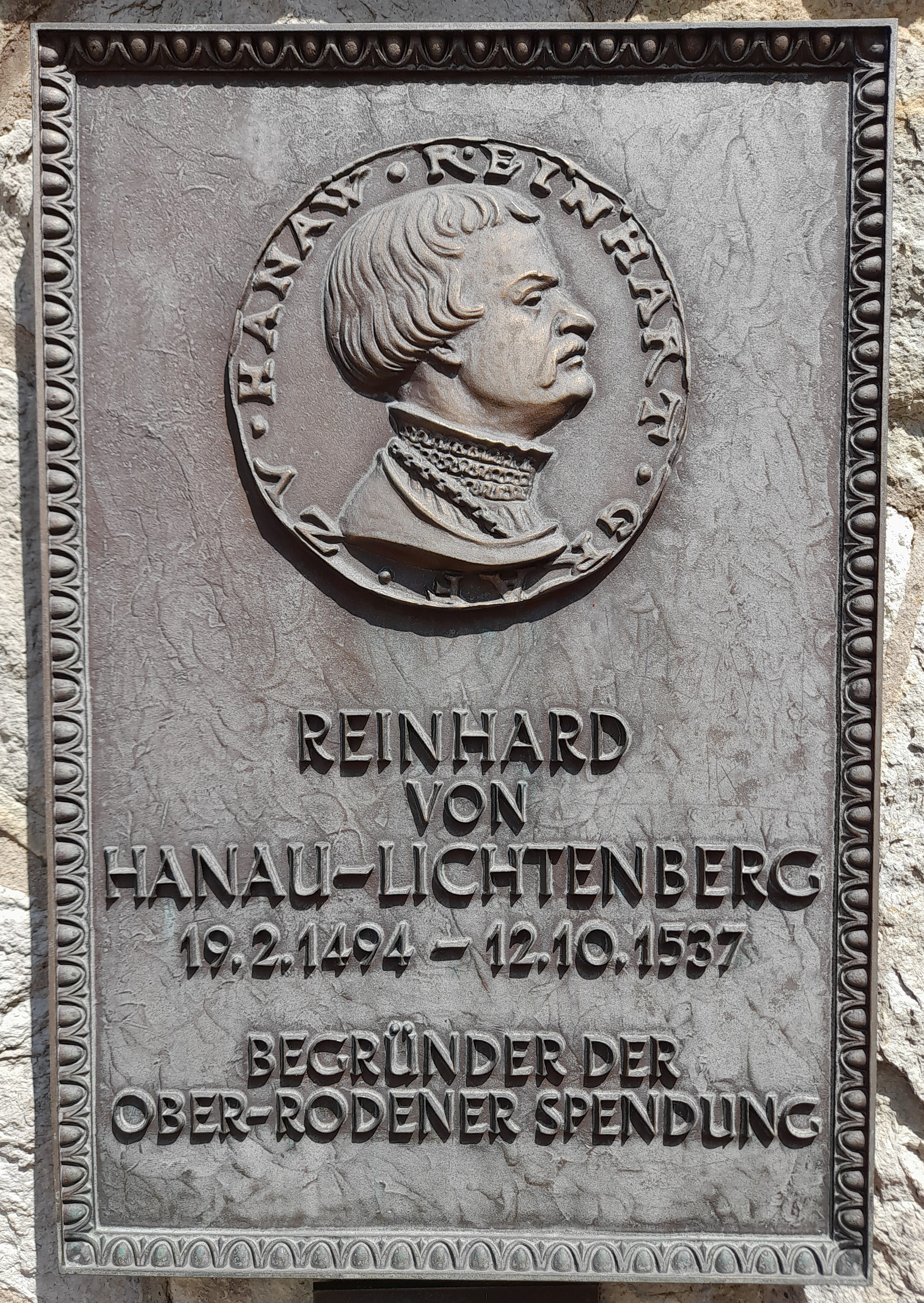
Gedenktafel mit dem Konterfei von Reinhard von Hanau-Lichtenberg an der Kirchmauer der Pfarrkirche St. Nazarius in Ober-Roden

Reinhard von Hanau-Lichtenberg (* 19. Februar 1494 in Klingenberg; † 12. Oktober 1537 in Straßburg) war ein nachgeborener Sohn des Grafen Philipp II. von Hanau-Lichtenberg und der Anna von Isenburg. 

## Leben
Er stammte aus dem Geschlecht der Grafen von Hanau-Lichtenberg. Zusammen mit seinem Bruder Ludwig verzichtete er 1505 auf Ansprüche an die Grafschaft Hanau-Lichtenberg, was ihrem älteren Bruder, Philipp III., die Alleinherrschaft in der Grafschaft Hanau-Lichtenberg sowie deren ungeteilten Erhalt ermöglichte. 
Reinhard studierte zusammen mit seinem Bruder Ludwig Rechtswissenschaften, unter anderem in Bologna und Freiburg. Aus seiner Studentenzeit in Freiburg wird in der Zimmerischen Chronik von einem Vorfall berichtet, bei dem er zusammen mit anderen Kommilitonen einen jugendlichen Dieb kurz vor dessen Hinrichtung befreite und in die Immunität des Freiburger Spitals rettete. Bereits 1507 erhielt er einen päpstlichen Dispens, um eine Domherrenstelle in Straßburg annehmen zu können. Später war er dort Domkustos. 1509 kam eine Domherrenstelle in Köln hinzu, zugleich immatrikulierte er sich unter dem 30. Juni 1509 bei der dortigen Universität als Student. Ab 1511 war er Pfarrer in Ober-Roden, wo er Reinhard Hanauer folgte, einem außerehelichen Sohn seines Großvaters Philipp I. von Hanau-Lichtenberg.

## Tod
Reinhard starb am 12. Oktober 1537 in Straßburg. Beigesetzt wurde er in der Stiftskirche St. Adelphi, in Neuwiller-lès-Saverne, dem Familienbegräbnis. Sein Grab ist nicht mehr erhalten. In seinem Testament errichtete er eine Stiftung zugunsten der Armen in Ober-Roden, die so genannte Ober-Rodener Spendung, die ihren Zweck noch jahrhundertelang erfüllte.

## Vorfahren
| Ahnentafel des Grafen Reinhard von Hanau-Lichtenberg | Ahnentafel des Grafen Reinhard von Hanau-Lichtenberg                                      | Ahnentafel des Grafen Reinhard von Hanau-Lichtenberg                                      | Ahnentafel des Grafen Reinhard von Hanau-Lichtenberg                                                    | Ahnentafel des Grafen Reinhard von Hanau-Lichtenberg                                                    | Ahnentafel des Grafen Reinhard von Hanau-Lichtenberg | Ahnentafel des Grafen Reinhard von Hanau-Lichtenberg |
| ---------------------------------------------------- | ----------------------------------------------------------------------------------------- | ----------------------------------------------------------------------------------------- | --- | --- | ---------------------------------------------------- | ---------------------------------------------------- |
| Urgroßeltern                                         | Reinhard II. von Hanau (* 1369; † 1451) ⚭ Katharina von Nassau-Beilstein (* ?; † 1459)    | Ludwig V. von Lichtenberg (* 1433; † 1471) ⚭ Elisabeth von Hohenlohe (* 1441; † 1488)     | Dietrich von Isenburg-Büdingen (* 1400; † 1461) ⚭ Elisabeth von Solms-Braunfels (* 1409; † 1450)        | Johann II. von Nassau-Wiesbaden-Idstein (* 1419; † 1480) ⚭ Maria von Nassau-Dillenburg (* 1418; † 1474) |                                                      |                                                      |
| Großeltern                                           | Philipp I. von Hanau-Lichtenberg (* 1417; † 1480) ⚭ Anna von Lichtenberg (* 1442; † 1474) | Philipp I. von Hanau-Lichtenberg (* 1417; † 1480) ⚭ Anna von Lichtenberg (* 1442; † 1474) | Ludwig II. von Isenburg-Büdingen (* 1422; † 1511) ⚭ Maria von Nassau-Wiesbaden-Idstein (* 1438; † 1480) | Ludwig II. von Isenburg-Büdingen (* 1422; † 1511) ⚭ Maria von Nassau-Wiesbaden-Idstein (* 1438; † 1480) |                                                      |                                                      |
| Eltern                                               | Philipp II. von Hanau-Lichtenberg (* 1462; † 1504) ⚭ Anna von Isenburg-Büdingen († 1522)  | Philipp II. von Hanau-Lichtenberg (* 1462; † 1504) ⚭ Anna von Isenburg-Büdingen († 1522)  | Philipp II. von Hanau-Lichtenberg (* 1462; † 1504) ⚭ Anna von Isenburg-Büdingen († 1522)                | Philipp II. von Hanau-Lichtenberg (* 1462; † 1504) ⚭ Anna von Isenburg-Büdingen († 1522)                |                                                      |                                                      |
| Reinhard von Hanau-Lichtenberg                       |                                                                                           |                                                                                           | | |                                                      |                                                      |